# Дубачино
Дубачино — деревня в Серпуховском районе Московской области. Входит в состав Липицкого сельского поселения (до 29 ноября 2006 года входила в состав Липицкого сельского округа).

## Население
| 2002 | 2006 | 2010 |
| ---- | ---- | ---- |
| 3    | ↘1   | →1   |

## География
Дубачино расположено примерно в 32 км (по шоссе) на юго-восток от Серпухова, на одном из истоков реки Городенка, правом притоке реки Скнига (правый приток Оки), высота центра деревни над уровнем моря — 219 м. На 2016 год в деревне зарегистрировано 3 садовых товарищества.

## История
Усадьба основана во второй половине XVIII века помещиком А.Ф. Селивановым, последняя владелица до 1917 года А.М. Хорошевич. Сохранились остатки парка. В 1770 году в усадьбе был учёный и просветитель А.Т. Болотов.